# Новоалександровский сельсовет (Шаховской район)
Новоалександровский сельсовет — упразднённая административно-территориальная единица, существовавшая на территории Московской губернии и Московской области до 1954 года.
Новоалександровский сельсовет возник в первые годы советской власти. До 1928 года он входил в состав Гжатского уезда Смоленской губернии. После того как в 1928 году Гжатский уезд был упразднён Новоалександровский с/с отошёл к Вяземскому уезду.
В 1929 году Новоалександровский с/с был отнесён к Кармановскому району Ржевского округа Западной области.
10 мая 1930 года Новоалександровский с/с был передан в Шаховской район Московского округа Московской области. На тот момент в состав сельсовета входили село Ново-Александровка и деревни Старые Рамешки, Новые Рамешки и Спас-Вилки.
12 декабря 1949 года к Новоалександровскому с/с был присоединён Архангельский с/с.
14 июня 1954 года Новоалександровский с/с был упразднён, а его территория в полном составе передана во вновь образованный Косиловский с/с.